# Liste der Monuments historiques in Champcenest
Die Liste der Monuments historiques in Champcenest führt die Monuments historiques in der französischen Gemeinde Champcenest auf.

## Liste der Bauwerke
| Bezeichnung      | Beschreibung | Standort | Kennzeichnung | Schutzstatus | Datum | Bild           |
| ---------------- | ------------ | -------- | ------------- | ------------ | ----- | -------------- |
| Kirche St-Martin |              | (Lage)   | PA00086858    | Classé       | 1917  | weitere Bilder |

## Liste der Objekte
Zum Verständnis siehe: Kirchenausstattung
| Bezeichnung                                                               | Beschreibung                                               | Standort                       | Kennzeichnung | Schutzstatus | Datum | Bild |
| ------------------------------------------------------------------------- | ---------------------------------------------------------- | ------------------------------ | ------------- | ------------ | ----- | ---- |
| Wandvertäfelung                                                           | Holz, 16. Jahrhundert                                      | in der Kirche St-Martin (Lage) | PM77002026    | Classé       | 1989  |      |
| Grabplatte für Jacques Luillier († 1569)                                  | Stein, 16. Jahrhundert                                     | in der Kirche St-Martin (Lage) | PM77000263    | Classé       | 1901  |      |
| Gedenktafel zur Erinnerung an die Geburt von Vierlingen                   | Stein, 1528                                                | in der Kirche St-Martin (Lage) | PM77000266    | Classé       | 1916  |      |
| Ölgemälde Der heilige Martin heilt einen Kranken                          | Leinwand, 1780                                             | in der Kirche St-Martin (Lage) | PM77000268    | Classé       | 1988  |      |
| Tür zum Kirchenschiff                                                     | Holz, 18. Jahrhundert                                      | in der Kirche St-Martin (Lage) | PM77002596    | Inscrit      | 1977  |      |
| Skulptur Heiliger Martin                                                  | Holz, vergoldet und polychrom gefasst, 16./17. Jahrhundert | in der Kirche St-Martin (Lage) | PM77002476    | Inscrit      | 1977  |      |
| Trauerband                                                                | Gemalt mit Wappen, 18. Jahrhundert                         | in der Kirche St-Martin (Lage) | PM77002594    | Inscrit      | 1977  |      |
| Skulptur Madonna mit Kind                                                 | Kastanienholz, polychrom gefasst, 16. Jahrhundert          | in der Kirche St-Martin (Lage) | PM77002541    | Inscrit      | 1978  |      |
| Fragment eines Trauerbandes                                               | Gemalt, 18. Jahrhundert                                    | in der Kirche St-Martin (Lage) | PM77002595    | Inscrit      | 1977  |      |
| Wandvertäfelung und Chorgestühl                                           | Holz, 17. Jahrhundert                                      | in der Kirche St-Martin (Lage) | PM77004628    | Inscrit      | 1987  |      |
| Skulptur Pietà                                                            | Stein, bemalt, Ende des 15. Jahrhunderts                   | in der Kirche St-Martin (Lage) | PM77000264    | Classé       | 1916  |      |
| Skulpturengruppe Der heilige Martin teilt seinen Mantel mit einem Bettler | Holz, bemalt, 16. Jahrhundert                              | in der Kirche St-Martin (Lage) | PM77000265    | Classé       | 1916  |      |
| Skulptur Christus am Kreuz                                                | Holz, 16. Jahrhundert                                      | in der Kirche St-Martin (Lage) | PM77000267    | Classé       | 1969  |      |
| Reliquienbüste eines Bischofs                                             | Holz, polychrom gefasst, 19. Jahrhundert                   | in der Kirche St-Martin (Lage) | PM77002593    | Inscrit      | 1977  |      |
| Gemälde Letztes Abendmahl                                                 | Ölfarbe auf Holz, um 1600                                  | in der Kirche St-Martin (Lage) | PM77004839    | Inscrit      | 2002  |      |